# Nubiske pyramider
Nubiske pyramider er forhistoriske pyramider som blev bygget af herskerne af Kush (centreret omkring Napata og Meroë). Før kushitterne byggede disse pyramider, der ligger i nutidens Sudan, havde der ikke været pyramidebyggeri i det gamle Egypten og Nildalen i mere end 500 år.

## Historie
Området af Nildalen som er kendt som Nubien, var hjemsted for tre kushittiske kongedømmer. Deh første havde sin hovedstad i Kerma fra 2600-1520 fvt. Det andet var centreret omkring Napata fra 1000-300 fvt. Det sidste kongerige var centreret omkring Meroë fra 300 fvt.- 300 evt.
Omtrent 220 pyramider blev bygget på tre steder i Nubien over en periode på et par hundrede år for at tjene som grave for konger og dronninger af Napata og Meroë. Den første af disse blev bygget på stedet af el-Kurru, inkluderede gravene til kong Kashta og hans søn Piye (Piankhi), samt Piyes efterfølgere Shabaka, Shabataka, og Tanwetamani. Fjorten pyramider blev bygget for deres dronninger.
Senere pyramider i Napata blev bygget ved Nuri, på vestbredden af Nilen i Øvre Nubien. På denne gravplads blev 21 konger og 52 dronninger begravet.
Det mest omfattende område med nubiske pyramider er i Meroë, som ligger mellem den femte og sjette katarakt af Nilen, ca. 100 km nord for Khartoum. Under den meroittiske periode blev over 40 dronninger og konger gravlagt der.